# 李华 (葡萄酒专家)
李华（1959年12月31日—），重庆梁平人，中国葡萄酒专家，原西北农林科技大学副校长、西北农林科技大学葡萄酒学院终身名誉院长， 被誉为“中国现代葡萄酒之父”。

## 生平
李华于1982年毕业于四川农学院果树专业。同年赴法国波尔多第二大学葡萄酒学院留学，1985年获葡萄与葡萄酒学博士学位，也是首位获葡萄酒专业博士学位的中国人。1986年李华回国后任教于西北农业大学（后并入西北农林科技大学），创建了当时中国唯一的葡萄栽培与酿酒专业。1994年，他又创办了亚洲第一所葡萄酒学院——西北农业大学葡萄酒学院，并出任院长。2004年至2014年间，出任西北农林科技大学副校长。
李华还曾任国务院学位委员会学科评议组成员，全国青联常委，第九、十届全国人大代表等职。